# Cogealac
Cogealac – wieś w Rumunii, w okręgu Konstanca, w gminie Cogealac. W 2011 roku liczyła 3081 mieszkańców.